# چانت بلک
چانت بلک (انگلیسی: Chante Black؛ زادهٔ ۱۲ نوامبر ۱۹۸۵) بازیکن بسکتبال اهل ایالات متحده آمریکا است.